# 市民外交センター
市民外交センター（しみんがいこうセンター、英語: Citizens' Diplomatic Centre for the Rights of Indigenous Peoples）は、市民団体・NGOである。主に日本国内外の先住民族の人権問題の解決を主張している。

## 概要
創設は1982年3月。先住民族の権利確立に向けた「人権」を活動分野としているが、契機は1986年の中曽根康弘首相（当時）による「単一民族国家発言」とこれに対するアイヌ民族の抗議である。その後、大田昌秀沖縄県知事の代理署名拒否裁判の敗訴を受けて、沖縄・琉球民族の支援を開始した。
現在の活動を大別すると、1. アイヌ民族と琉球（沖縄）民族への国連参加支援、2. 国内外の市民団体とのネットワーキング、3. アジア・太平洋をはじめ、世界各地の先住民族と交流・支援といった活動が挙げられる。
現在の代表は創設者でもある恵泉女学園大学教授の上村英明、副代表は津田塾大学准教授の木村真希子。事務所を東京都江戸川区に構える。活動資金は、1986年12月より始まった「ピースタックス運動」により基本的に得ている。これは「平和」のため、「平和」であることに対して、自発的に「税金」を払うことを理念とし、コーヒー約1杯分の300円を月額の基準として、長期的に海外支援活動を展開する上での資金にするという平和運動である。

## 主な活動内容
以下の3点が主たる活動内容としてあげられる。
①アイヌ民族と琉球民族（沖縄）への国際連合参加支援
アイヌ民族および琉球民族（沖縄）をはじめ、世界各地の先住民族のさまざまな国際連合諸機関参加を支援し、2007年9月に採択された「先住民族の権利に関する国際連合宣言」に従った政策提言を行っている。また、先住民族に対する一定の政策を始めた日本政府に政策の改善を求めている。これは、先住民族の若者に対する人材育成プログラムでもある。
②国内外の市民団体とのネットワーキング
先住民族問題を知ってもらうため、広く人権問題に取り組む市民団体との密接な協力のほか、開発援助や環境保護に取り組む団体と共同で、グローバルな問題に対する政策提言を行っている。さらに、平和で多文化・多民族共生の社会の実現に向けて、多くの市民団体と民主主義を求める共同行動にも参加している。
③アジア・太平洋をはじめ、世界各地の先住民族と交流・支援
アジア各国の先住民族団体と交流し、人権侵害の状況を伝える活動などに協力している。また、タイ王国では、カレン族のコミュニティ教育を実践する民族学校の支援も行っている。

## 活動歴
- 1982年3月	設立（事務所：渋谷区初台）
- 1982年5月	「犬・猫反核署名の会」発足（後に「どうぶつ反核署名の会」に改称、1984年8月まで継続）
- 1984年1月	英文機関紙「Message from People in Japan」を発行（極小国との平和外交を目的に、太平洋・カリブ海島嶼国を中心に14カ国に発送）
- 1985年2月	フィジーの台風被害（エリック台風）に関する募金をフィジー大使館に持参
- 1985年8月	事務所を三鷹市に移転
- 1986年12月	「ピースタックス（平和の税金）」運動開始
- 1987年8月	第5会期「先住民作業部会（WGIP）」に参加し、国連活動を開始、アイヌ民族の国連活動の支援開始
- 1990年7月	「平和の奨学金」をバヌアツ、ソロモン諸島で開始
- 1990年8月	SGCブックレット1『先住民族の権利と国連の人権活動』を発行
- 1991年4月	「武器貿易禁止条約」を起草し、世界各地のNGO、政府、政党に送付
- 1992年6月	 設立10周年記念イベントを開催
- 1992年11月	「国際先住民年・市民連絡会」を発足・参加
- 1993年6月	国連・世界人権会議（WCHR)（オーストリア・ウィーン）に参加
- 1994年4月	「市民外交センター規約」施行
- 1995年	国際人権文書翻訳出版助成プロジェクト開始
- 1995年6月	事務所を江戸川区東小松川に移転
- 1996年9月	SGCブックレット2『第14回国連先住民作業部会報告書：先住民族の国連活動事例と参加マニュアル』を発行
- 1997年7月	琉球民族の代表による国連活動（WGIP参加）の支援開始
- 1997年12月	設立15周年記念イベント開催
- 1998年4月	「江戸川NGO大学」に参加し、開校
- 1998年8月	「アジア・太平洋戦後補償国際フォーラム」に参加、マーシャル諸島、ナウルから被害者を招聘
- 1999年5月	国連経済社会理事会NGOとして「特別協議資格」を取得（以後、4年ごとに国連へ活動報告書を提出）
- 2001年8 - 9月	 国連・反人種主義世界会議（WCAR）（南アフリカ・ダーバン）に参加
- 2002年5月	開設された国連・先住民族問題常設フォーラム（PFII)（米国・ニューヨーク）第1会期に参加
- 2002年6月	「市民外交センター設立20周年記念シンポジウム：多民族・多文化社会日本の実現に向けて：先住民族の実践から見えてくる未来」を開催
- 2004年11月	国連第10会期先住民族権利宣言草案作業部会（WGDD）のサイドイベントとして「アジアの先住民族と政府との対話集会」を主催
- 2005年8月	「国連改革パブリックフォーラム」の主宰NGOのひとつとして、外務省と共催
- 2006年3月	第2次先住民族の国際10年記念ワークショップを開催
- 2006年12 - 翌年1月	連続合同学習会「先住民族とコモンズ」を共催
- 2007年12月	「先住民族の権利に関する国連宣言（UNDRIP）」の翻訳（仮訳）を作成
- 2007年12月	合同セミナー「『先住民族の権利に関する国連宣言』の意義と今後の運動を見据えて」を開催
- 2008年10月	SGCブックレット3『アイヌ民族の視点からみた「先住民族の権利に関する国際連合宣言」の解説と利用法』を発行し、各地のアイヌ民族に配布
- 2009年5月	「アイヌ政策のあり方に関する有識者懇談会」に意見書を提出
- 2010年10月	生物多様性条約第10回締約国会議（CBDCOP10)（名古屋市）に参加、「生物多様性に関する国際先住民族フォーラム」の現地ホストを務める
- 2011年6 - 12月	琉球弧の先住民族会（AIPR）×市民外交センター連続講座（全6回）を、国際人権法・国連人権機関をテーマに開催
- 2012年1月	脱原発世界会議（横浜市）に参加
- 2013年1月	設立30周年を記念し、『市民の外交ー先住民族と歩んだ30年』を出版
- 2014年3月	大学生を中心に沖縄スタディツアー開催
- 2014年9月	国連総会特別会期・世界先住民族会議（WCIP）（米国・ニューヨーク）に参加
- 2015年9月	翁長雄志沖縄県知事の国連人権理事会での演説を支援